# Das Österreichische Industriemagazin
Das Österreichische Industriemagazin (kurz: Industriemagazin) ist eine österreichische Fachzeitschrift, die sich an „Entscheidungsträger“ in Österreichs Unternehmen richtet, d. h. an kaufmännische und technische Führungskräfte. Das Industriemagazin erscheint monatlich; die Ausgaben Juli/August und Dezember/Jänner erscheinen als Doppelnummern. Die erste Ausgabe erschien im März 1993. Als eines der ersten Magazine ging das Industriemagazin bereits 1994 online.
Das Industriemagazin erscheint in dem in Wien ansässigen Verlag „Weka Industrie Medien“, der sich auf Fachmedien spezialisiert hat.  Als „Servicemagazin“ befasst sich das Industriemagazin insbesondere mit „aktuellen Managementtrends, den für Unternehmer wichtigen Entwicklungen in der Wirtschaftspolitik“ und relevanten Neuerungen im Steuerrecht. Ein weiterer Schwerpunkt liegt bei Neuen Technologien, wobei Themen aus den Bereichen IT, Automatisierungs- und Umwelttechnik, Maschinenbau, Automotive sowie Logistik behandelt werden.
Nach einer Leseranalyse des Fessel Instituts von 2007 ist das Industriemagazin „Österreichs meistgelesenes Business to Business Magazin“.
Seit 2025 erscheint eine weitere Publikation der Marke „Industriemagazin“, die unter dem Titel Green firmiert, ein dreimal jährlich erscheinendes Magazin mit dem Schwerpunkt Nachhaltigkeit in der Industrie, ESG und CSR.
Seit 2011 ist der österreichische Wirtschaftsjournalist Rudolf Loidl Chefredakteur des Österreichischen Industriemagazins, stellvertretender Chefredakteur ist der Wirtschaftsjournalist Daniel Pohselt.